# Skelton (York)
Pour les articles homonymes, voir Skelton.
Skelton est un village et une paroisse civile du Yorkshire du Nord, en Angleterre. Il est situé à six kilomètres au nord-ouest de la ville d'York, sur la route A19 (en).
Administrativement, il relève de l'autorité unitaire de la Cité d'York. Au recensement de 2011, il comptait 1 549 habitants.
Jusqu'en 1996, Skelton relevait du district du Ryedale.

## Étymologie
Skelton provient de deux éléments vieil-anglais et désigne une ferme (tūn) située sur le rebord d'une falaise (scelf). Ce nom est attesté sous la forme Scheltun dans le Domesday Book, à la fin du XIe siècle.

## Histoire
Skelton fut le chef-lieu de la baronnie de Robert de Bruce, compagnon de Guillaume le Conquérant, duquel il avait reçu des concessions considérables dans le comté d'York à la suite de la conquête normande de l'Angleterre en 1066.